# Textile intelligent

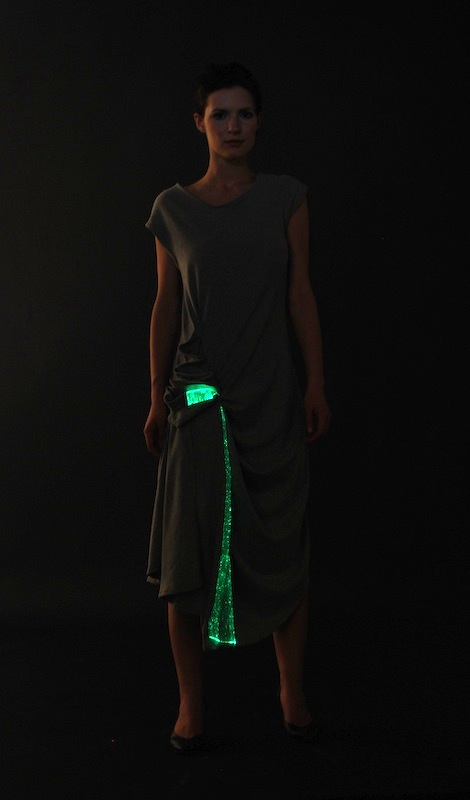
Robe intégrant des LED et fibres optiques.

Les textiles intelligents, de l'anglais smart textiles, sont des textiles capables de capter et d'analyser un signal afin d'y répondre d'une manière adaptée. Ils peuvent donc être décrits comme des textiles capables de réagir « par eux-mêmes » en s'adaptant à leur environnement. Ces textiles peuvent pour cela incorporer des composants informatiques, numériques ou électroniques, mais également des matériaux polymères innovants comme des polymères à mémoire de forme ou des matériaux chromiques aux propriétés de changement de couleur, ainsi que des fibres et matériaux. Ils sont très souvent confondus avec les e-textiles (pour electronic textiles) qui est la sous branche des smart textiles utilisant des composants electroniques.
Les applications des textiles intelligents se trouvent dans les domaines de l'habillement, de l'ameublement aussi bien que des textiles techniques. Les textiles intelligents destinés à l'habillement ou « vêtements intelligents » font partie du large domaine des « wearable technologies » (Technologies portables). Les vêtements intelligents sont dotés d'une fonction supplémentaire à celle de vêtir.
Le domaine d’étude de la « fibretronique » (fibertronics) explore comment les fonctionnalités électroniques et informatiques peuvent être intégrés dans les fibres textiles.

## Classification
La classification usuellement reconnue pour les textiles intelligents distingue :
- les systèmes à intelligence passive, capables de détecter un changement dans leur environnement. Ils possèdent uniquement des capteurs ;
- les systèmes à intelligence active, capables de détecter et réagir à un stimulus grâce à des capteurs et des actionneurs ;
- les systèmes très intelligents, dotés de surcroit d'une capacité d'adaptation aux stimuli reçus ou aux conditions de l'environnement autour[3].

Les textiles intelligents ne se trouvent pas uniquement sous la forme d'étoffe, en tissu ou en maille, mais peut également prendre la forme de fils ou fibres.

## Applications
De la fibre au vêtement, le champ d'application des textiles intelligents est très large.

### Fibretronique
Comme dans l'électronique classique, l’implémentation des fonctions électroniques dans des fibres textiles exige l'utilisation de matériaux conducteurs et semi-conducteurs, par exemple un tissu conducteur Aujourd'hui, des tissus conducteurs formés d'un mélange de fibres textiles traditionnelles et de fibres métalliques (argent, cuivre...) peuvent être trouvés dans le commerce. Ces tissus sont aisément manipulables et peuvent être brodés ou cousus.
L'un des enjeux les plus importants de l'e-textile est que les fibres doivent être faites de telle sorte qu’elles soient lavables, à l’instar des vêtements qui doivent être lavés quand ils sont sales. Et il est nécessaire que les composants électriques soient isolants au moment du lavage.
Une nouvelle classe de matériaux électroniques qui sont mieux adaptés pour l'e-textile est la classe des matériaux électronique organiques, car ils peuvent être conducteurs, semi-conducteurs, et peuvent être conçus comme des encres et plastiques,.
Certaines des fonctions les plus avancées qui ont été démontrées en laboratoire comprennent :
- Transistors en fibres organiques[9]: les transistors sont intégrés dans les fibres[10], par exemple sous la forme de câble transistor électrochimique (WECT, ou Wire Electrochemical Transistor) où le textile monofilament peut être couvert d’une couche mince de polythiophène, un polymère conducteur[11], ce qui constitue les premiers transistors en fibres textiles, tout à fait compatibles avec la fabrication des textiles et qui ne contiennent pas de métaux.
- Cellules solaires organiques sur fibres : où des polymères conducteurs sont combinés avec des couches minces d’argent[12].

### Vêtements intelligents
Exemples d'applications des textiles intelligents dans le domaine de l'habillement :
- Vêtements chauffants et rafraîchissants, utilisant des matériaux à mémoire de forme[13] ou des fils conducteurs et résistances chauffantes
- Vêtements communicants : l'intégration de systèmes de transmission de données (bluetooth, wifi...) à un vêtement permet de le transformer en un nouvel interface de communication. L'intégration d'un écran flexible élargit encore les possibilités en permettant au porteur d'afficher textes, messages ou vidéos sur son vêtement selon son humeur. Plusieurs prototypes ont déjà été développés, notamment le T-shirt OS by Cute Circuit intégrant un écran de LED[14].
- Vêtements à usage sportif, intégrant des capteurs (accéléromètre, capteur de rythme cardiaque, podomètre), voire un système de transmission de données permettant une comparaison de ses performances avec celles des autres utilisateurs du même système.
- Vêtements changeant de couleurs : les phénomènes de chromisme permettent des applications esthétiques.
- Vêtements au service de l'e-santé, outils de prévention santé ou d'alerte des services de secours en temps réel (capteurs accéléromètres intégrés aux fibres textiles et qui permettent d'obtenir le rythme cardiaque et le cycle respiratoire du porteur, assurant le monitoring de personnes âgées, de personnes atteintes de diverses maladies ; ceinture ventrale pour femmes enceintes, qui détecte les mouvements fœtaux ; bonnets permettant de faire l’électro-encéphalogramme pour détecter le risque de crise d'épilepsie ; capteur d'UV sur maillot de bain contribuant à la prévention solaire…)[15],[16],[17].

### Textiles techniques et ameublement
L'habillement n'est pas le seul domaine dans lequel le textile est utilisé. En conséquence, les textiles intelligents, eux aussi, sont utiles pour bien d'autres applications que l'habillement seul.
- Applications médicales : équipements de mesure des paramètres physiologiques, intégrant des capteurs (du rythme cardiaque, de la fréquence de la respiration, de la sudation...), textiles fonctionnels (antibactériens...), textiles implantables (renfort pariétaux, prothèses...), texticaments (intégration de médicaments dans des textiles), textiles en fibres optiques tissées pour la thérapie photodynamique[18]
- Sécurité : les équipements des pompiers peuvent être enrichis d'un système intégrant des capteurs de température interne (température à la surface de la peau) et externe (température de l'environnement) et un avertisseur, afin de prévenir le porteur lorsque la température devient trop dangereuse
- Loisirs : des boutons tactiles ont été construits entièrement sous la forme de textiles en utilisant des conducteurs tissus textiles, qui sont ensuite connectés à des périphériques tels que les lecteurs de musique[19]
- Affichage : le textile offre un support mécanique très intéressant pour former des écrans flexibles, par exemple en utilisant des LEDs qui sont montées sur les réseaux de fibres conductrices tissées pour former des écrans[20]
- Communication : un système de transmission de données intégré au textile permet de rester toujours en contact, même à distance. Ce genre de système serait particulièrement utile pour le suivi de patients à domicile, par exemple : les informations physiologiques, transmises en continu à l'hôpital, permettraient à l'équipe soignante de suivre à distance un patient, tout en autorisant celui-ci à demeurer chez lui.
- Stockage de données
- Militaire : les textiles intelligents à usage militaire trouvent leur application non seulement pour les vêtements, mais aussi pour les tentes, voitures, sacs[21]
- Surveillance : Des capteurs électrochimiques et des biosenseurs imprimés pour la surveillance à la fois physiologique et environnementale ont été intégrés dans les textiles[22] y compris sur de l’élastique[23] ou en milieu marin[24].
- Ameublement : la décoration est également un domaine d'application des textiles intelligents. L'Electric Plaid[25] développé par Maggie Orth au sein d'une start-up du MIT est ainsi capable de changer de couleur, grâce à son utilisation de matériaux thermochromisme changeant de couleur par l'échauffement des fils métalliques du tissu.